# 족벌파

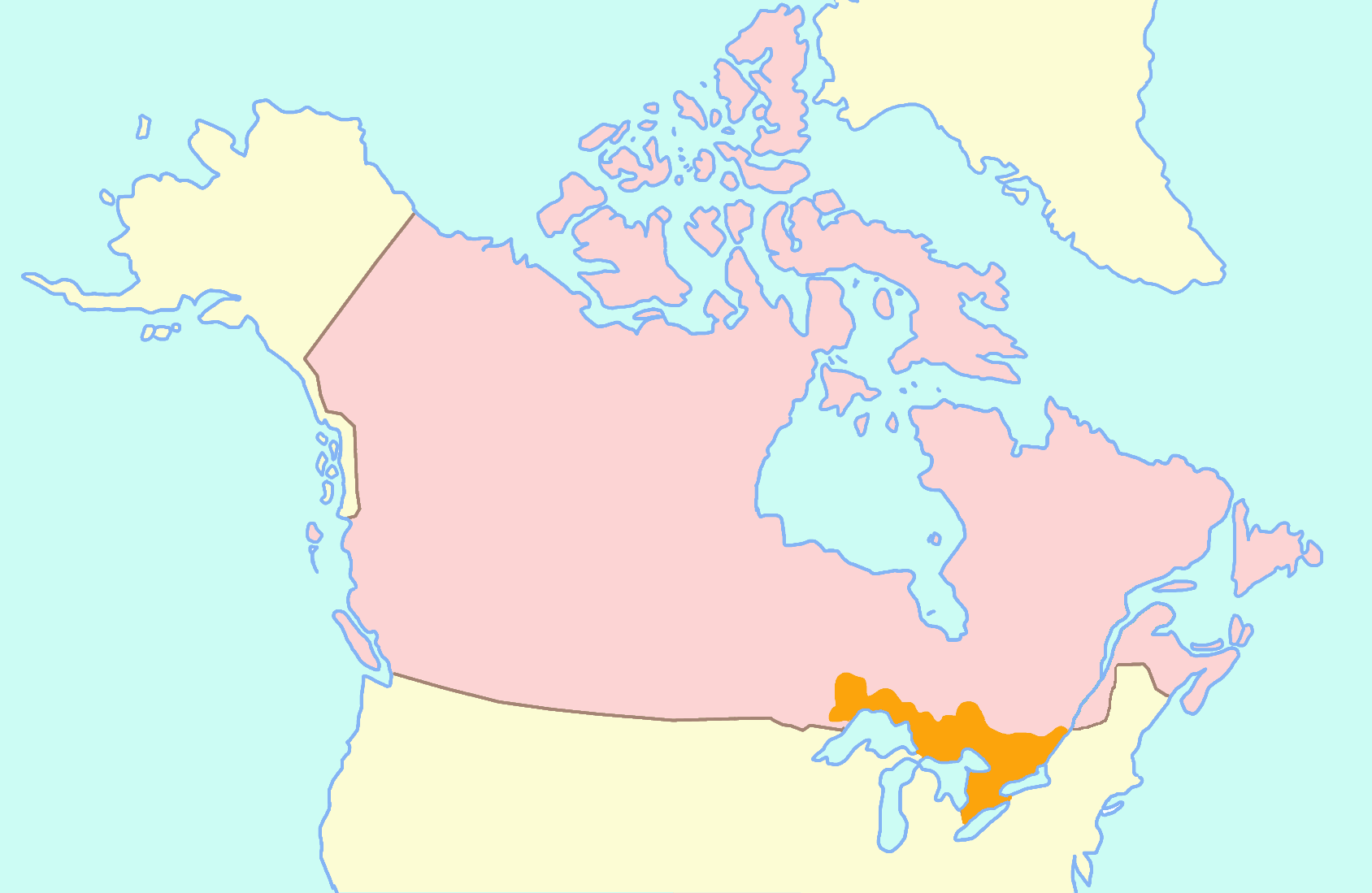

족벌파(Family Compact)이란 1810년대에서 1840년대까지 어퍼캐나다(오늘날의 온타리오주)의 정치, 경제, 사법권력을 독과점하던 소규모 족벌집단이다. 로어캐나다의 샤토파에 대응되는 집단이라 할 수 있다. 매우 보수적이었으며, 민주주의에 반대했다.
"가족맹약"이라는 말은 마셜 스프링 비드웰이 윌리엄 워런 볼드윈에게 보낸 1828년 편지에서 처음 나타난다. 여기서 "가족"이라 함은 결혼과 혈연으로 맺어졌다는 뜻이 아니고, 가족만큼 친밀한 유착조직(brotherhood)이라는 뜻이다. 1837년~1838년 반란의 진압 이후 사태수습을 위해 1839년 영국령 북미 정사보고서를 작성한 존 랩턴 더럼 백작은 “여기 연합한 자들 가운데 진짜 가족관계가 있는 자들은 진실로 거의 없다”고 기록했다.
가족맹약은 1812년 미영전쟁으로 부상하여 상캐나다의 기득권층이 되었고, 1837년~1838년 반란의 뒷수습 과정에서 정리되어 몰락했다. 책임정부 도입에 반대한 것이 그들의 명을 재촉했다. 더럼 백작은 가족맹약을 “옹졸하고 부패하며 버릇없는 토리 패당”이라고 규정했다.